# NGC 4020
NGC 4020 é uma galáxia espiral barrada (SBcd) localizada na direcção da constelação de Ursa Major. Possui uma declinação de +30° 24' 49" e uma ascensão recta de 11 horas, 58 minutos e 56,8 segundos.
A galáxia NGC 4020 foi descoberta em 3 de Fevereiro de 1788 por William Herschel.